# Dahuk (provincie)

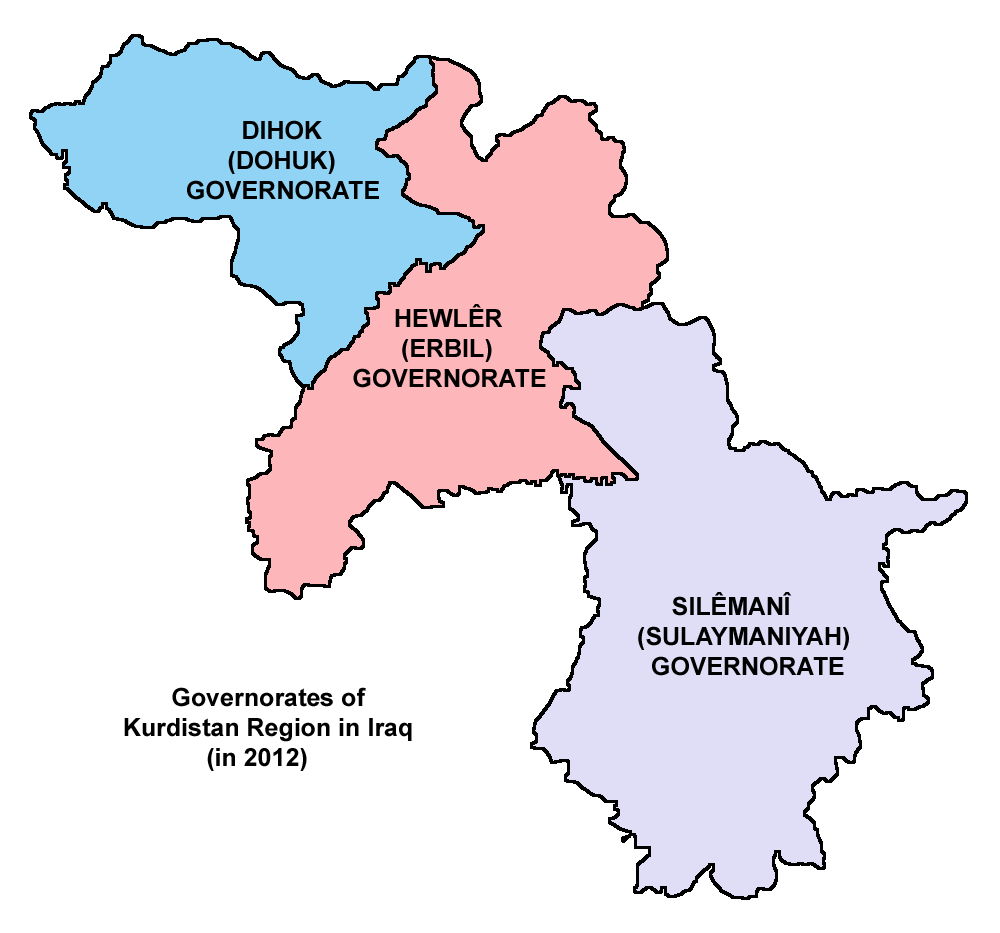

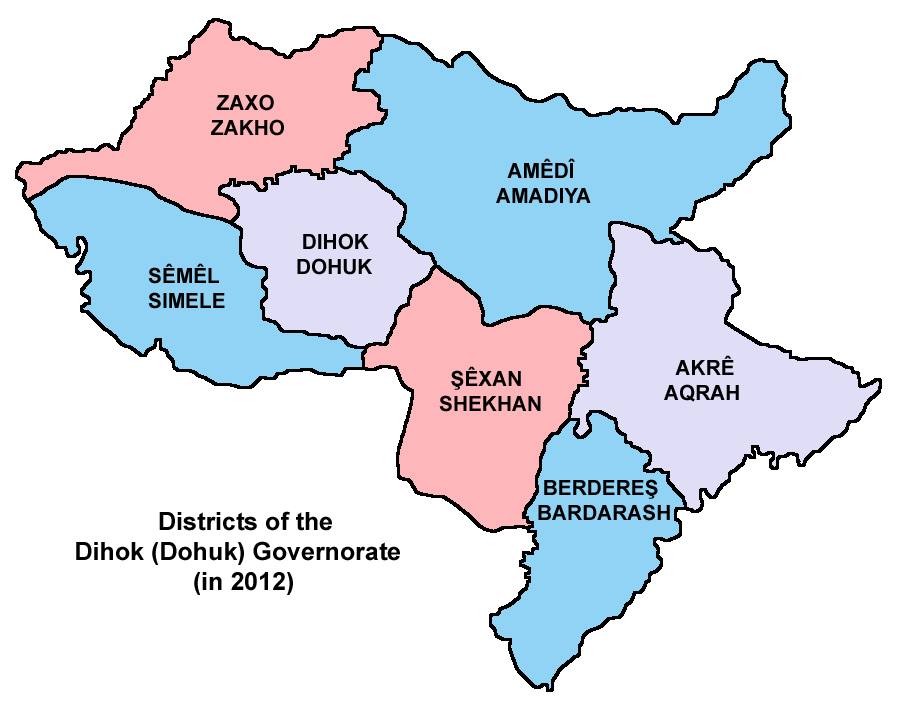

Dahuk sau Duhok (Kurdă: Dihok, Arabă: دهوك Dahūk) este o provincie a Irakului, situată în nordul țării. în regiunea autonomă a Kurdistanului Irakian. Capitala provinciei este orașul Dahuk.
Alte orașe importante din provincia Dahuk sunt:
- Dahuk
- Zakho

1. ↑   http://www.citypopulation.de/Iraq-Cities.html Lipsește sau este vid: |title= (ajutor)